# کارو مکرتچیان
کارو سورنی مکرتچیان (ارمنی: Կարո Սուրենի Մկրտչյան؛ زاده ۲۸ مارس ۱۹۵۱ – درگذشته ۲۸ نوامبر ۲۰۰۱) یک نقاش و چهره اجتماعی اهل ارمنستان بود.

## زندگی‌نامه
در ۲۸ مارس ۱۹۵۱ در بانانتس به دنیا آمد و از آکادمی دولتی هنرهای زیبای ارمنستان فارغ‌التحصیل گشت. از سال ۱۹۹۶ تا ۱۹۹ وی در پاریس در انجمن بین‌المللی هنر مشغول به فعالیت بود. مکرتچیان عضو اتحادیه نقاشان ارمنستان بود.  وی در ۲۸ نوامبر ۲۰۰۱ در سن ۵۰ سالگی در ایروان درگذشت

## نمایشگاه‌ها
- از ۱۹۶۷ در ارمنستان
- از ۱۹۷۴ در روسیه
- ۱۹۸۰ ازبکستان، تاشکند
- ۱۹۸۱ روسیه، مسکو
- ۱۹۸۲ ژاپن، توکیو
- ۱۹۸۲ استونی، لیتوانی، لتونی
- ۱۹۸۳ بلغارستان، صوفیه
- ۱۹۸۴ اوکراین، گورزوف
- ۱۹۸۴ آلمان، نروژ، دانمارک، مجارستان، مصر، ایتالیا، فنلاند
- ۱۹۸۵ روسیه، مسکو
- ۱۹۸۵ اوکراین، کی‌یف
- ۱۹۸۷ اسپانیا، ماردید
- ۱۹۸۹ روسیه، نووسیبیرسک
- ۱۹۹۰ هند، دهلی
- ۱۹۹۴ امارات متحده عربی، دبی
- ۱۹۹۶ فرانسه، پاریس
- ۱۹۹۷ جوایز امارات متحده عربی، دوبی و سایر کشورها
- ۱۹۶۹ The First prize for “Autumn” picture, in the child group of RCP. of Transcaucasia
- ۱۹۷۸ نامزدی در جایزه دولتی ارمنستان «بهترین اثر سال»
- ۱۹۸۳ در رقابت بین‌المللی در صوفیه، جایزه «بهترین هنرمند»
- ۱۹۸۳ جایزه YCL ارمنستان
- ۱۹۸۶ جایزه نخست اعطاشده برای نقاشی در نمایشگاه بین‌المللی در صوفیه

## نگارخانه

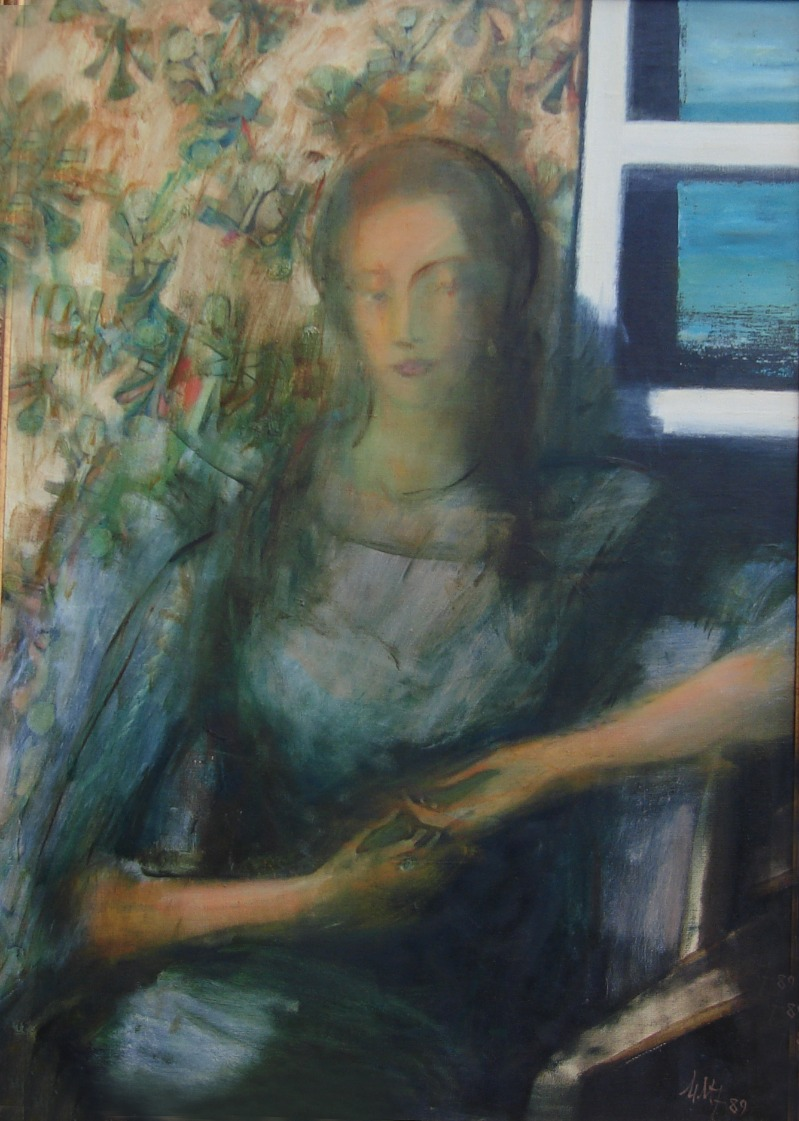